# Salix lemmonii
Espèce
Classification APG III (2009)
Salix lemmonii, connu aussi sous le nom de saule de Lemmon ((en) Lemmon's willow, portant le nom de  John Gill Lemmon), est une espèce de de plantes à fleurs de la famille des Salicaceae. Ce saule est un arbuste natif de l'ouest de l'Amérique du Nord jusqu'en Colombie britannique, Californie et Colorado, où il pousse dans les zones humides, parmi les forêts de conifères, sur les rives des cours d'eau et les prairies. 

## Description

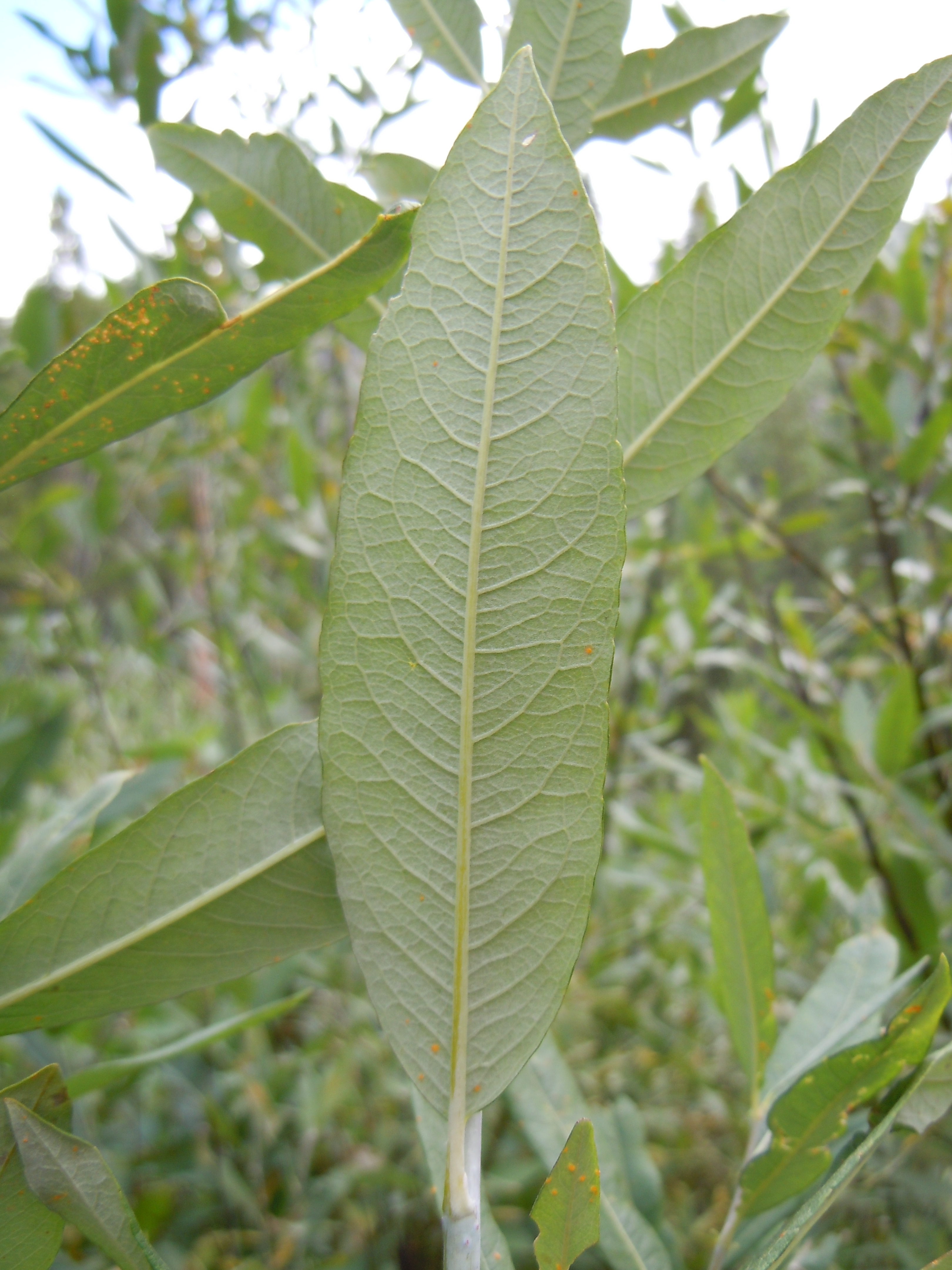
Feuille pointue et distinctement glauque.

Salix lemmonii est un buisson de 1 à 4 mètres de haut, formant parfois de véritables fourrés. Ses feuilles font jusqu'à 11 centimètres de long, de lancéolées à ovales avec une extrémité pointue, lisses ou légèrement crantées sur les bords, glabres, parfois légèrement chevelues et cireuses. L'inflorescence se présente sous la forme de chatons. Le chaton femelle mesure de 6 à 7 centimètres de long, au moment de son développement extrême. Cette espèce s'hybride souvent avec Salix geyeriana, un proche « parent ».
On l'emploie souvent pour revégétaliser dans son aire d'origine où il est très utilisé pour stabiliser les berges érodées de son habitat.